# Abelardo Rondon
Abelardo Rondon (Zapatoca, 24 de janeiro de 1964) é um ciclista colombiano.

## Equipes
- 1986: Café de Colombia
- 1987: Café de Colombia
- 1988: Sem time
- 1989: Reynolds
- 1990: Banesto
- 1991: Banesto
- 1992: Gatorade Castelo de Ax
- 1993: Gatorade Bianchi

## Conquistas

### Corridas peloTour da França
- 1986: Abandonou
- 1989: 28º
- 1990: 28º
- 1991: 12º
- 1992: 55º
- 1993: Abandonou

### Corridas peloTour da Itália
- 1992: 43º
- 1993: 22º

### Corridas pelo Tour daEspanha
- 1986: 52º
- 1987: Abandonou
- 1990: 46º
- 1991: 38º